# Crescente fide
Crescente fide nebo Crescente fide Christiana je latinsky psaná legenda z poslední třetiny 10. století popisující život a mučednickou smrt knížete (svatého) Václava. Její název je odvozen od počátečních slov znamenajících Když vzrůstala (křesťanská) víra. Legenda je velmi stručná (asi 6 stránek). Popisuje však mnohé události z Václavova života včetně jeho vraždy a přenesení ostatků do Prahy v březnu tři roky po mučednické smrti a údajné zázraky, které měly dosvědčovat Václavovu svatost.

## Vznik legendy
Legenda Crescente fide pochází z Bavorska z okruhu řezenského biskupství, snad přímo z kláštera sv. Jimrama v Řezně. Doba jejího vzniku není patrně příliš vzdálená od roku 973, kdy bylo založeno pražské biskupství.

## Dochované verze
Existují dvě dochované verze („recenze“) legendy Crescente fide:
1. Bavorská recenze
2. Česká recenze, kterou podle Dušana Třeštíka sepsal jeden z kněží pražského archipresbyteriátu (dříve mnich kláštera sv. Jimrama v Řezně) u sv. Jiří na Pražském hradě kolem roku 975. Tento text na rozdíl od recenze bavorské neobsahuje závěrečnou pasáž o přenesení těla sv. Václava z Boleslavi do Prahy a o zázracích, které následovaly.

Obě recenze zřejmě vycházejí z nedochované předlohy, která ovšem také mohla existovat ve více verzích.

## České překlady
- Překlad Jaroslava Ludvíkovského v knize Na úsvitu křesťanství vychází z české recenze, je ovšem doplněn o přenesení těla a zázraky z recenze bavorské.
- Bavorská recenze v překladu Bohumila Ryby
- Stylisticky přepracovaná verze české recenze legendy Crescente fide kolovala též v souboru Legenda aurea. Tuto verzi přeložila Anežka Vidmanová.

## Pramen pro další díla
Crescente fide je mezi dochovanými svatováclavskými legendami zřejmě nejstarší latinsky psaná, byla hlavní předlohou Gumpoldovy legendy a jedním z pramenů autora tzv. Kristiánovy legendy.